# Sophronica moheliana
Sophronica moheliana är en skalbaggsart som beskrevs av Stefan von Breuning 1957. Sophronica moheliana ingår i släktet Sophronica och familjen långhorningar. Inga underarter finns listade i Catalogue of Life.